# Castrosante
Santa Mariña de Castrosante és una parròquia i localitat del municipi gallec d'A Pobra do Brollón, a la província de Lugo. Limita amb les parròquies de Santalla de Rei al nord-oest, Ferreiros al nord, Saa a l'est, Cereixa i A Pobra do Brollón al sud, i Eixón a l'oest.
El 2015 tenia 29 habitants agrupats en 2 entitats de població: Alto de Santa Lucía i Castrosante.
Entre el seu patrimoni destaquen les restes del castre de Santa María que li dona nom i l'església de Santa Mariña, del segle xix. Les festes se celebren a mitjans d'agost en honor de Sant Roc (San Roque).